# Граков, Борис Николаевич
Бори́с Никола́евич Гра́ков (13 декабря 1899, г. Онега — 14 сентября 1970, Москва) — советский археолог, специалист по скифо-сарматской и античной археологии, руководитель Степной скифской экспедиции Московского государственного университета. Доктор исторических наук (1939), профессор МГУ.

## Биография
Родился в семье лесничего, потомственного дворянина. С 1905 года жил в Москве. В 1918 году окончил Седьмую Московскую гимназию с золотой медалью и поступил на классическое отделение историко-филологического факультета Московского университета, в 1922 году окончил историко-археологическое отделение факультета общественных наук. Ученик В. А. Городцова (археология) и М. М. Покровского (антиковедение).
В 1919 году принят на временную должность научного сотрудника в Государственный исторический музей, с 1922 года — старший помощник хранителя, до 1929 года — сотрудник отдела археологии. В 1922—1924 годах преподавал древнегреческий язык на общеобразовательных курсах МГУ, участвовал в раскопках В. А. Городцова в Подмосковье.
В 1924 году поступил в аспирантуру Института языкознания и истории литературы РАНИОН по специальности «классическая археология». В 1928 году защитил диссертацию на тему «Древнегреческие клейма с именами астиномов» и был утверждён научным сотрудником I разряда по Институту археологии и искусствознания, реорганизованному в 1931 году в Институт истории материальной культуры.
Проводил раскопки савроматских, скифских и сарматских древностей в Нижнем Поволжье (1925—1926, 1936), Ивановской области (1926—1929), Приуралье (1927—1932), Западном Казахстане (1936), на Украине (1937—1940, по поручению МОИИМК и Никопольского краеведческого музея; вновь с 1944). В 1933—1935 годах — учёный секретарь античного сектора ГАИМК, позднее старший научный сотрудник РАНИОН. Доктор исторических наук (1939, диссертация «Клеймёная керамическая тара эпохи эллинизма как источник по истории производства и торговли»).
С 1933 года преподавал древнегреческий и латинский языки в МИФЛИ, в 1937—1938 годах — доцент кафедры археологии. Одновременно преподавал аспирантам ГИМа. С 1941 года — профессор кафедры археологии исторического факультета МГУ. Читал лекционный курс «Введение в археологию», а также спецкурсы «Железный век», «Общие черты скифской культуры степной и лесостепной областей Северного Причерноморья», «Археологический комментарий к „скифскому рассказу“ Геродота», «Сарматы», «Скифская религия и эпос», «Античная керамическая эпиграфика».
Заведующий сектором нумизматики и вспомогательных дисциплин (1943—1947) и сектором скифо-сарматской археологии (1947—1953) ИИМК АН СССР. В 1952 году организовал I Всесоюзную конференцию по скифо-сарматской археологии.
Был женат на археологе О. А. Кривцовой-Граковой (1895—1970), дочери юриста А. С. Кривцова.
Умер в 1970 году. Похоронен на Донском кладбище.

## Научная деятельность
Первым систематизировал огромный материал о древнегреческих керамических клеймах и создал полный их свод по Северному Причерноморью. Исследовал проблемы этногеографии Скифии, общественного строя и производства скифов и сарматов, выделил основные этапы сарматской культуры Поволжья и Приуралья VI—IV веков до н. э. Автор многих научных работ, среди которых «Древнегреческие клейма с именами астиномов», «Скифы», «Каменское городище на Днепре», «Ранний железный век» и др.
Б. Н. Граков — основатель нескольких новых направлений в археологии. Им впервые создана новая научная дисциплина — античная керамическая эпиграфика. Его раскопки были прекрасной школой для студентов и аспирантов исторического факультета.

## Награды
- орден Трудового Красного Знамени (10.06.1945)

## Основные работы
-Список трудов Б. Н. Гракова был опубликован в № 2 журнала «Советская археология» за 1971 год. У него есть неопубликованные мемуары.
Книги
- Древне-греческие керамические клейма с именами астиномов. М., 1929. 224 с., ил.
- Эпиграфические документы царского черепичного завода в Пантикапее
- Скіфи. Киев, 1947.
- Ближайшие задачи археологии Казахстана. — Кзыл-Орда : Казиздат, 1930.
- Каменское городище на Днепре. (Материалы и исследования по археологии СССР. № 36).
- Скифы: Научно-популярный очерк. — М.: Изд-во МГУ, 1971. — 200 с.
- Ранний железный век: (культуры Западной и Юго-Восточной Европы). М., 1977.

Статьи
- Отчет об археологических раскопках, произведённых Б. Н. Граковым в июле 1927 года в окрестностях гор. Иваново-Вознесенска // Отчет о деятельности Иваново-Вознесенского губернского научного общества краеведения за 1927 г. — Иваново-Вознесенск : [б. и.], 1928. — С. 35-40.
- Курганы в окрестностях поселка Нежинского Оренбургского уезда по раскопкам 1927 г. // Труды секции археологии. Т. 4. Василию Алексеевичу Городцову к сорокалетнему юбилею научной деятельности. — Москва : Российская ассоциация научно-исследовательских институтов общественных наук, 1928. — С. 145—155.
- Monuments de la culture scythique entre le Volga et les monts Oural // Eurasia septentrionalis antiqua. Hels., 1928. Vol. 3.
- Пережитки матриархата у сарматов // Вестник древней истории. 1947. № 3.
- Скифский Геракл // КСИИМК. Вып. XXXIV. 1950.
- О работе Степной Скифской экспедиции // КСИИМК. — 1951. — Вып. XXXVII. — С. 131—136.
- "Об этнических и культурных различиях в степных и лесостепных областях Европейской части СССР в скифское время // Вопросы скифо-сарматской археологии. М., 1954 (в соавт. с А. И. Мелюковой)